# بيض الديناصورات

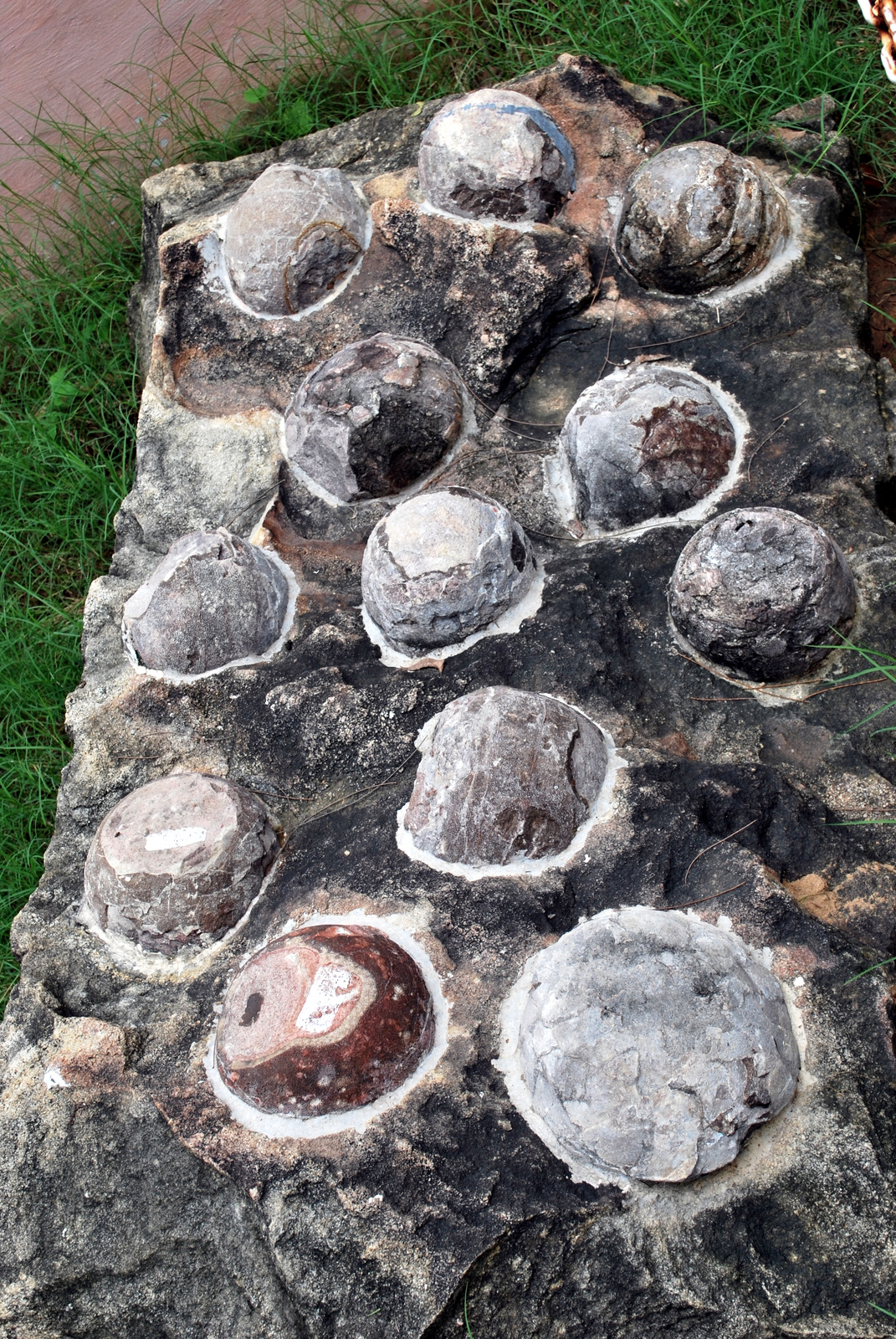

بيض الديناصورات هي الأوعية العضوية التي يتطور فيها جنين الديناصورات . وقد تم وصف أول بقايا من الديناصورات الموثقة علمياً في إنجلترا خلال العشرينيات من القرن التاسع عشر ، تم افتراض أن الديناصورات قد وضعت البيض لأنها كانت زواحف . في عام 1859 ، اكتشف جان جاك بوتش أول حفريات بيض ديناصور موثقة علمياً في فرنسا ، على الرغم من أنهم كانوا مخطئين لبيض الطيور العملاقة . تم اكتشاف أول حفريات بيض ديناصور معترف بها علميا في عام 1923 من قبل طاقم متحف التاريخ الطبيعي الأمريكي في منغوليا. ومنذ ذلك الحين ، تم العثور على العديد من مواقع التعشيش الجديدة في جميع أنحاء العالم ، وتم تطوير نظام تصنيف يستند إلى بنية قشر البيض في الصين قبل الانتشار التدريجي في الغرب. يمكن دراسة قشرة الديناصور في قسم رقيق وينظر إليها تحت المجهر . يمكن دراسة الجزء الداخلي لبيضة الديناصور باستخدام التصوير المقطعي بالكمبيوتر أو عن طريق تفكيك الصدفة بالحامض . في بعض الأحيان ، تحافظ البويضة على بقايا الجنين النامي في الداخل. أقدم بيض ديناصورات معروف هو طويل الفقار الذي عاش خلال العصر الجوراسي المبكر، قبل حوالي 190 مليون سنة.